# ريوجي فوجيموري
ريوجي فوجيموري (باليابانية: 藤森 亮志) (مواليد 11 أبريل 1997) هو لاعب كرة قدم ياباني.

## وصلات خارجية
- ريوجي فوجيموري على موقع رابطة كرة القدم اليابانية للمحترفين (اليابانية)
- ريوجي فوجيموري على موقع قاعدة بيانات كرة القدم.إي يو (الإنجليزية)
- ريوجي فوجيموري على موقع Soccerway.com (الإنجليزية)